# I 100 migliori chitarristi secondo Rolling Stone
La lista dei 100 migliori chitarristi secondo Rolling Stone è un elenco pubblicato dalla rivista specializzata statunitense Rolling Stone.
È stata pubblicata come articolo di copertina nel numero 931 del 18 settembre 2003. L'articolo appartiene a una serie di simili liste (come la lista dei 500 migliori album o delle 500 migliori canzoni) che Rolling Stone pubblicò mensilmente in una sequenza che si concluse in quello che la rivista definiva "il cinquantesimo anniversario della nascita del rock", nel 2004. La lista è composta perlopiù da chitarristi rock, blues e jazz statunitensi.
La lista è stata in seguito rielaborata dalla stessa rivista nel numero dell'8 dicembre 2011.
Nel 2023 la lista è stata nuovamente rivista, corretta ed ampliata a 250 chitarristi, con alcuni interessanti cambiamenti ed un approccio più inclusivo, inserendo nelle prime posizioni alcuni importanti nomi femminili prima ignorati nella classifica, come Sister Rosetta Tharpe, Joni Mitchell, Mother Maybelle Carter, St. Vincent e PJ Harvey.

## Classifica completa del 2003
Classifica stabilita da David Fricke nel 2003.
1. Jimi Hendrix
2. Duane Allman
3. B.B. King
4. Eric Clapton
5. Robert Johnson
6. Chuck Berry
7. Stevie Ray Vaughan
8. Ry Cooder
9. Jimmy Page
10. Keith Richards
11. Kirk Hammett
12. Kurt Cobain
13. Jerry Garcia
14. Jeff Beck
15. Carlos Santana
16. Johnny Ramone
17. Jack White
18. John Frusciante
19. Richard Thompson
20. James Burton
21. George Harrison
22. Mike Bloomfield
23. Warren Haynes
24. The Edge
25. Freddie King
26. Tom Morello
27. Mark Knopfler
28. Stephen Stills
29. Ron Asheton
30. Buddy Guy
31. Dick Dale
32. John Cipollina
33. Lee Ranaldo
34. Thurston Moore
35. John Fahey
36. Steve Cropper
37. Bo Diddley
38. Peter Green
39. Brian May
40. John Fogerty
41. Clarence White
42. Robert Fripp
43. Eddie Hazel
44. Scotty Moore
45. Frank Zappa
46. Les Paul
47. T-Bone Walker
48. Joe Perry
49. John McLaughlin
50. Pete Townshend
51. Paul Kossoff
52. Lou Reed
53. Mickey Baker
54. Jorma Kaukonen
55. Ritchie Blackmore
56. Tom Verlaine
57. Roy Buchanan
58. Dickey Betts
59. Ed O'Brien
60. Jonny Greenwood
61. Ike Turner
62. Zoot Horn Rollo
63. Danny Gatton
64. Mick Ronson
65. Hubert Sumlin
66. Vernon Reid
67. Link Wray
68. Jerry Miller
69. Steve Howe
70. Eddie van Halen
71. Lightnin' Hopkins
72. Joni Mitchell
73. Trey Anastasio
74. Johnny Winter
75. Adam Jones
76. Ali Farka Touré
77. Henry Vestine
78. Robbie Robertson
79. Cliff Gallup
80. Robert Quine
81. Derek Trucks
82. David Gilmour
83. Neil Young
84. Eddie Cochran
85. Randy Rhoads
86. Tony Iommi
87. Joan Jett
88. Dave Davies
89. D. Boon
90. Glen Buxton
91. Robby Krieger
92. Wayne Kramer
93. Fred "Sonic" Smith
94. Bert Jansch
95. Kevin Shields
96. Angus Young
97. Robert Randolph
98. Leigh Stephens
99. Greg Ginn
100. Kim Thayil

## Classifica completa del 2011
Nel 2011 la classifica è stata aggiornata.
1. Jimi Hendrix
2. Eric Clapton
3. Jimmy Page
4. Keith Richards
5. Jeff Beck
6. B.B. King
7. Chuck Berry
8. Eddie van Halen
9. Duane Allman
10. Pete Townshend
11. George Harrison
12. Stevie Ray Vaughan
13. Albert King
14. David Gilmour
15. Robert Johnson
16. Derek Trucks
17. Neil Young
18. Les Paul
19. James Burton
20. Carlos Santana
21. Chet Atkins
22. Frank Zappa
23. Buddy Guy
24. Angus Young
25. Tony Iommi
26. Brian May
27. Bo Diddley
28. Johnny Ramone
29. Scotty Moore
30. Elmore James
31. Freddie King
32. Billy Gibbons
33. Prince
34. Curtis Mayfield
35. John Lee Hooker
36. Randy Rhoads
37. Mick Taylor
38. The Edge
39. Steve Cropper
40. Tom Morello
41. Mick Ronson
42. Mike Bloomfield
43. Hubert Sumlin
44. Mark Knopfler
45. Link Wray
46. Jerry Garcia
47. Stephen Stills
48. Jonny Greenwood
49. Muddy Waters
50. Ritchie Blackmore
51. Johnny Marr
52. Clarence White
53. Otis Rush
54. Joe Walsh
55. John Lennon
56. Albert Collins
57. Rory Gallagher
58. Peter Green
59. Robbie Robertson
60. Ron Asheton
61. Dickey Betts
62. Robert Fripp
63. Johnny Winter
64. Duane Eddy
65. Slash
66. Leslie West
67. T-Bone Walker
68. John McLaughlin
69. Richard Thompson
70. Jack White
71. Robert Johnson
72. John Frusciante
73. Kurt Cobain
74. Dick Dale
75. Joni Mitchell
76. Robby Krieger
77. Willie Nelson
78. John Fahey
79. Mike Campbell
80. Buddy Holly
81. Lou Reed
82. Nels Cline
83. Eddie Hazel
84. Joe Perry
85. Andy Summers
86. J Mascis
87. James Hetfield
88. Carl Perkins
89. Bonnie Raitt
90. Tom Verlaine
91. Dave Davies
92. Dimebag Darrell
93. Paul Simon
94. Peter Buck
95. Roger McGuinn
96. Bruce Springsteen
97. Steve Jones
98. Alex Lifeson
99. Thurston Moore
100. Lindsey Buckingham

## Classifica (i primi 50 su 250) del 2023
Nel 2023 la classifica è stata aggiornata, questa volta non da un panel di musicisti famosi, ma dal gruppo editoriale di Rolling Stone magazine, come dichiarato nell'intestazione stessa dell'articolo.
1. Jimi Hendrix
2. Chuck Berry
3. Jimmy Page
4. Eddie Van Halen
5. Jeff Beck
6. Sister Rosetta Tharpe
7. Nile Rodgers
8. B.B. King
9. Joni Mitchell
10. Duane Allman
11. Carlos Santana
12. Jimmy Nolen
13. Tony Iommi
14. Prince
15. Keith Richards
16. Robert Johnson
17. Maybelle Carter
18. Tom Morello
19. Freddie King
20. Stevie Ray Vaughan
21. Randy Rhoads
22. Albert King
23. James Hetfield e Kirk Hammett
24. James Burton
25. John Frusciante
26. St. Vincent
27. Buddy Guy
28. David Gilmour
29. Eddie Hazel
30. Neil Young
31. George Harrison
32. Jack White
33. Brian May
34. Jerry Garcia
35. Eric Clapton
36. Elizabeth Cotten
37. Pete Townshend
38. Angus Young e Malcolm Young
39. Chet Atkins
40. John Fahey
41. Bo Diddley
42. Vernon Reid
43. Jonny Greenwood e Ed O'Brien
44. Johnny Ramone
45. Steve Cropper
46. Frank Zappa
47. The Edge
48. Curtis Mayfield
49. PJ Harvey
50. Elmore James

## Critiche
Questa lista è stata oggetto di numerose discussioni e alcune critiche, ad esempio da parte di Zakk Wylde, chitarrista e cantante dei Black Label Society, che criticò la posizione in classifica di Randy Rhoads (36°) e il poco rilievo dato a chitarristi come Slash (65°) e altri chitarristi come Joe Satriani, Steve Vai e Yngwie Malmsteen (non in lista).